# József Pálinkás
József Pálinkás (né le 10 mars 1912 à Szeged et mort le 24 avril 1991 à Szeged) était un joueur de football international hongrois, qui évoluait gardien de but.

## Biographie
Il commence par jouer dans l'équipe locale du Szeged FC jusqu'en 1939, année où il rejoint le Ferencváros TC (16 matchs en tout).
Il est également international avec l'équipe de Hongrie et y joue 5 matchs entre 1935 et 1936. Il participe en tant que gardien remplaçant à la coupe du monde 1938.